# Total Eclipse of the Heart
Singles de Bonnie Tyler
Goodbye to the Island Faster Than the Speed of Night
Pistes de Faster Than the Speed of Night
Getting So Excited It's a Jungle Out There
Total Eclipse of the Heart (littéralement en français, Éclipse totale du cœur) est une chanson écrite par Jim Steinman et interprétée par la Galloise Bonnie Tyler sortie en 1983.
C'est le plus grand succès de la chanteuse, devançant même It's a Heartache. La chanson s'est vendue à plus de six millions d'exemplaires. Celle-ci devient 6e chanson de l'année 1983 au classement Billboard.
À la partition, on trouve deux musiciens du E Street Band de Bruce Springsteen : Max Weinberg à la batterie et Roy Bittan aux claviers.
Une reprise adaptée en français, interprétée par Kareen Antonn et Bonnie Tyler, intitulée Si demain... (Turn Around), est sortie en 2003 et connait un succès mondial important. Le boys band irlandais Westlife a aussi repris cette chanson en 2006. La chanson fut également reprise dans une version metal en 2017 par le groupe Exit Eden, dans l'album Rhapsodies in Black.

## Clip vidéo
Le clip de Total Eclipse of the Heart a été réalisé par Russell Mulcahy et s'est inspiré d'un film de 1976, Les Rescapés du futur (Futureworld). La vidéo met en scène Bonnie Tyler vêtue de blanc, ayant apparemment un rêve érotique ou un fantasme sur ses élèves dans un pensionnat de garçons. On voit de jeunes hommes danser et participer à diverses activités scolaires telles que la natation, le karaté, la gymnastique, le football, l'escrime, et le chant dans une chorale. Une ambiance fantastique est présente aussi dans les images, notamment lorsque les yeux d'un des élèves du pensionnat s'éclairent en bleu. Le rêve peut ainsi plonger à tout instant dans le cauchemar.
La vidéo a été tournée à Holloway Sanatorium (en) à Virginia Water dans le Surrey, un lieu remarquable pour son architecture gothique, que l'on voit à la fin de la vidéo.

## Dans la culture populaire

### Cinéma
Sauf indication contraire, les informations mentionnées dans cette section peuvent être confirmées par le générique de fin de l'œuvre audiovisuelle présentée ici, ainsi que par la base de données cinématographiques IMDb,  présente dans la section « Liens externes ».
- 1998 : Urban Legend de Jamie Blanks
- 2001 : Bandits de Barry Levinson (d'abord chantée par Cate Blanchett, puis récitée par Cate Blanchett et Bruce Willis)
- 2001 : Sexy Boys de Stéphane Kazandjian
- 2010 : Le Journal d’un dégonflé de Thor Freudenthal
- 2010 : Fatal (film), quand Robert est déprimée en voyant son ex au restaurant avec Chrisprolls.
- 2010 : Romanzo criminale, premier épisode de la deuxième saison de la série italienne. La chanson est jouée lors de la scène où Buffle dérobe à la morgue le cercueil du Libanais, dans le but de « l'enterrer dignement ».
- 2012 : Ghost Graduation de Javier Ruiz Caldera.
- 2012 : Plan de table de Christelle Raynal (scène du mariage)
- 2013 : Joséphine d'Agnès Obadia : musique additionnelle
- 2014 : Dead Snow 2 de Tommy Wirkola (à la fin du film)
- 2016 : Les Trolls, c'est la chanson que chantait Branche dans son enfance lorsqu'un Bergen voulut l'attraper et que sa grand-mère s'est sacrifiée pour le sauver
- 2017 : Alibi.com de Philippe Lacheau
- 2022 : Les cinq diables de Léa Mysius (chantée par Adèle Exarchopoulos et Swala Emati)

### Télévision
- Le clip de la chanson a été diffusé dans de nombreuses émissions télévisées musicales : en France par exemple dans Enfants du rock, ou encore de Bonsoir les clips, toutes deux sur Antenne 2.
- Le titre est repris dans l'épisode 17 de la saison 1 de la série télévisée Glee par Lea Michele, Cory Monteith, Mark Salling et Jonathan Groff.
- La chanson apparaît dans la série Cold Case : Affaires classées (S1E2) et également dans l'épisode 12 de la saison 10 de Grey's Anatomy (interprétée par Jill Andrews).
- Le clip de la chanson a été diffusé et modifié pour certaines publicités, comme celle pour le service à table de la chaîne de restauration rapide McDonald's.
- En 2020, la chanson a été reprise par les acteurs Kiernan Shipka, Ross Lynch, Jaz Sinclair et Lachlan Watson dans un épisode de la seconde saison de la série télévisée Les Nouvelles Aventures de Sabrina.
- La chanson figure dans la série Française d'Amazon Prime Miskina,la pauvre (2022) à la fin de l'épisode 1 de la première saison à 30m28s.

### Jeux vidéo
- La chanson figure dans un extrait du jeu vidéo Battlefield 4 lors de sa présentation au Game Developers Conference le 26 mars 2013. Elle est conservée dans la version finale de Battlefield 4 lors du début de la campagne solo du jeu.

## Classements et certifications

### Classements hebdomadaires
| Classement (1983–1984)                 | Meilleure position |
| -------------------------------------- | ------------------ |
| Afrique du Sud (Springbok Radio)       | 1                  |
| Allemagne (Media Control AG)           | 16                 |
| Australie (Kent Music Report)          | 1                  |
| Belgique (Flandre Ultratop 50 Singles) | 14                 |
| Belgique (Flandre VRT Top 30)          | 16                 |
| Canada (50 Singles)                    | 1                  |
| Canada (Adult Contemporary)            | 9                  |
| Canada (CHUM)                          | 1                  |
| Espagne (AFYVE)                        | 9                  |
| États-Unis (Adult Contemporary)        | 7                  |
| États-Unis (Billboard Hot 100)         | 1                  |
| États-Unis (Cash Box)                  | 1                  |
| États-Unis (Top Tracks)                | 23                 |
| France (SNEP)                          | 3                  |
| Irlande (IRMA)                         | 1                  |
| Italie (FIMI)                          | 14                 |
| Norvège (VG-lista)                     | 1                  |
| Nouvelle-Zélande (RMNZ)                | 1                  |
| Pays-Bas (Nederlandse Top 40)          | 24                 |
| Pays-Bas (Single Top 100)              | 18                 |
| Royaume-Uni (UK Singles Chart)         | 1                  |
| Suède (Sverigetopplistan)              | 3                  |
| Suisse (Schweizer Hitparade)           | 3                  |

| Classement (2008)              | Meilleure position |
| ------------------------------ | ------------------ |
| Royaume-Uni (UK Singles Chart) | 57                 |

| Classement (2011)                         | Meilleure position |
| ----------------------------------------- | ------------------ |
| Belgique (Flandre Back Catalogue Singles) | 17                 |
| Danemark (Tracklisten)                    | 35                 |

| Classement (2012) | Meilleure position |
| ----------------- | ------------------ |
| France (SNEP)     | 57                 |

| Classement (2013) | Meilleure position |
| ----------------- | ------------------ |
| France (SNEP)     | 98                 |

| Classement (1983)                | Position |
| -------------------------------- | -------- |
| Afrique du Sud (Springbok Radio) | 3        |
| Australie (Kent Music Report)    | 6        |
| Canada (Top 100 Singles)         | 5        |
| États-Unis (Billboard Hot 100)   | 6        |
| États-Unis (Cash Box)            | 5        |
| Italie (FIMI)                    | 81       |

| Pays              | Certification | Ventes    |
| ----------------- | ------------- | --------- |
| Canada (CRIA)     | Platine       | 10 000    |
| États-Unis (RIAA) | Platine       | 1 000 000 |
| France (SNEP)     | Or            | 632 000   |
| Royaume-Uni (BPI) | Or            | 400 000   |